# Summ-I.T.
Summ-IT is een politieregistratiesysteem van de Nederlandse politie en de opvolger van de Basis Voorziening Opsporing (BVO). In april 2012 is, voor een periode van drie jaar, gekozen voor het pakket voor de verwerking van strafdossiers en onderzoeken. Summ-IT is een product van Flex-I.D. uit Brummen.
Summ-IT Opsporing wordt landelijk geïmplementeerd en gebruikt door de opsporingsdiensten van de Politie, de Koninklijke Marechaussee, de Inspectie Leefomgeving en Transport, de Inspectie Sociale Zaken en Werkgelegenheid, de Fiscale Inlichtingen- & Opsporingsdienst (sinds 2014), de Nederlandse Voedsel- en Warenautoriteit, de Inspectie voor de Gezondheidszorg en de Rijksrecherche.